# حزب الاتحاد الفرنسي لساحل العاج
حزب الاتحاد الفرنسي لساحل العاج (بالفرنسية: Parti de l'Union française de Côte d'Ivoire)‏ كان حزبًا سياسيًا في ساحل العاج الاستعمارية. تم تشكيل الحزب في عام 1951 من خلال اندماج الحزب التقدمي لساحل العاج ووفاق مستقلي ساحل العاج. السكرتير الإداري للحزب هو فامي دوموية.